# Блонски, Никки
Никки Блонски (англ. Nikki Blonsky, род. 9 ноября 1988, Грейт-Нек, Нью-Йорк) — американская актриса и певица, номинантка на премию «Золотой глобус» в категории «Лучшая женская роль в комедии или мюзикле» за роль Трейси Тёрнблад в фильме «Лак для волос».

## Биография
Николь Маргарет Блонски родилась в Грейт-Неке, штат Нью-Йорк, в семье муниципального служащего Карла Блонски и его супруги Карен, школьной помощницы. Её отец — еврей, а мать — католичка. В 2006 году Блонски окончила среднюю школу Грейт-Нек-Норт. Кроме того, она ежедневно посещала внеклассную театральную студию, где участвовала в постановках «Отверженных», «Суини Тодд», «Целуй меня, Кэт» и опере «Кармен».
Блонски дебютировала на большом экране в 2007 году в роли Трейси Тернблад в фильме «Лаке для волос», второй экранизации одноимённого бродвейского мюзикла. Эта роль принесла ей несколько наград и номинаций, в том числе две премии «Выбор критиков» за лучшую женскую роль и лучший актёрский состав, номинацию на премию «Золотой глобус» за лучшую женскую роль и премию Гильдии киноактёров США. Помимо этого работа Блонски получила похвалу от кинокритика Роджера Эберта из «Chicago Sun-Times».
В 2011 году Блонски получила лицензию и начала работать парикмахером и визажистом в своём родном городе Грейт-Нек.

## Личная жизнь
29 июня 2020 года Ники Блонски совершила каминг-аут как лесбиянка. В 2022 году она объявила о помолвке со своей партнёршей Хейли Джо Дженсон.

## Фильмография
| Год  |    | Русское название     | Оригинальное название  | Роль            |
| ---- | -- | -------------------- | ---------------------- | --------------- |
| 2007 | ф  | Лак для волос        | Hairspray              | Трейси Тёрнблад |
| 2008 | ф  | Королевский размер   | Queen Sized            | Мэгги Бэйкер    |
| 2008 | ф  | Гарольд              | Harold                 | Ронда Бакстер   |
| 2009 | с  | Дурнушка             | Ugly Betty             | Тери О'Шонесси  |
| 2009 | с  | Сумерки в Вальмонте  | Valemont               | Поппи           |
| 2010 | ф  | В ожидании вечности  | Waiting for Forever    | Долорес         |
| 2010 | с  | Пухлики              | Huge                   | Вилламина Рэдер |
| 2013 | с  | Смэш                 | Smash                  | Марго           |
| 2013 | ф  | Географический клуб  | Geography Club         | Тереза          |
| 2013 | ф  | Учитель английского  | The English Teacher    | Шейла Нассбаум  |
| 2017 | ф  | Последняя кинозвезда | The Last Movie Star    | Фэйт            |
| 2019 | ф  | Призрак на кладбище  | Ghost in the Graveyard | миссис И        |
| 2020 | с  | Карантин             | Quarantine             | Билли Сайкс     |
| 2023 | тф | С каждым её вздохом  | Every Breath She Takes | Мария Бонилла   |
| 2023 | с  |                      | A Voice in Violet      | Шарлотт         |
| 2023 | ф  | Не обращая внимания  | Oblivious              | Голос           |
| 2024 | ф  | Боско                | Bosco                  | Тамми           |

## Награды и номинации
| Год  | Премия                                                | Номинация                                 | Номинируемая работа | Результат | Примечания |
| ---- | ----------------------------------------------------- | ----------------------------------------- | ------------------- | --------- | ---------- |
| 2007 | Альянс женщин-киножурналистов                         | Лучший новичок                            | Лак для волос       | Номинация | [ 16 ]     |
| 2007 | Выбор критиков                                        | Лучшая молодая актриса                    | Лак для волос       | Победа    | [ 17 ]     |
| 2007 | Выбор критиков                                        | Лучший актёрский состав                   | Лак для волос       | Победа    | [ 17 ]     |
| 2007 | Премия Голливудского кинофестиваля                    | Актёрский состав года                     | Лак для волос       | Победа    | [ 18 ]     |
| 2007 | Молодой Голливуд                                      | Стоит понаблюдать                         | Лак для волос       | Победа    |            |
| 2008 | Золотой глобус                                        | Лучшая женская роль в комедии или мюзикле | Лак для волос       | Номинация | [ 7 ]      |
| 2008 | Премия Общества онлайн-кинокритиков                   | Лучшее выступление-прорыв                 | Лак для волос       | Победа    | [ 19 ]     |
| 2008 | Премия Гильдии киноактёров США                        | Лучший актёрский состав в кинофильме      | Лак для волос       | Номинация | [ 8 ]      |
| 2008 | Премия Международного кинофестиваля в Палм-Спрингс    | Премия за актёрский состав                | Лак для волос       | Победа    | [ 20 ]     |
| 2008 | Премия Международного кинофестиваля в Палм-Спрингс    | Восходящая звезда                         | Лак для волос       | Победа    | [ 20 ]     |
| 2010 | Teen Choice Awards                                    | Лучшая телезвезда лета: женщина           | Пухлики             | Номинация | [ 21 ]     |
| 2014 | Премия Национальной ассоциации владельцев кинотеатров | Премия за актёрский состав                | Географический клуб | Номинация | [ 22 ]     |